# Herbert Mason
Herbert Mason (né le 7 avril 1891 à Birmingham et mort le 20 mai 1960 à Londres) est un réalisateur, acteur et producteur de cinéma britannique.

## Filmographie partielle

### Comme réalisateur
- 1936 : The First Offence
- 1936 : East Meets West (en)
- 1937 : Take My Tip (en)
- 1938 : Strange Boarders (en)
- 1939 : The Silent Battle
- 1940 : A Window in London (en)
- 1940 : Dr. O'Dowd (en)
- 1940 : The Briggs Family (en)
- 1941 : Fingers (en)
- 1941 : Once a Crook (en)
- 1942 : Back-Room Boy (en)
- 1943 : The Night Invader (en)
- 1945 : Flight from Folly (en)